# Estonia 200
Estonia 200 (en estonio: Eesti 200) es un partido político liberal estonio, fundado el 3 de noviembre de 2018. El movimiento político que precedió al partido publicó por primera vez su manifiesto en Postimees el 2 de mayo de 2018. Los autores del manifiesto fueron Priit Alamäe, Indrek Nuume, Isla Küllike, Kristina Kallas y Kristiina Tõnnisson.

## Objetivo político
En el manifiesto del movimiento, los autores hacen una propuesta para formar un movimiento político al que puedan unirse las personas que desean contribuir al desarrollo de Estonia. El propósito de Estonia 200 es proporcionar competencia conceptual a los partidos políticos actuales en Estonia e ideas audaces para construir un país mejor. Los iniciadores del movimiento desean mirar más allá de un ciclo electoral porque en su opinión es la única forma de construir una Estonia de 200 años.
Las palabras clave del partido son libertades individuales, transparencia, responsabilidad de todos, innovación, ambición y mentalidad estonia.

## Historia
Estonia 200 se construyó durante 2017 cuando los iniciadores comenzaron a reunirse para discutir sobre el futuro de Estonia. La fundación formal del movimiento puede considerarse el 2 de mayo de 2018 cuando se publicó por primera vez su manifiesto. Según una encuesta de opinión realizada por Turu-uuringute AS a mediados de junio de 2018, el 15% de los votantes estaban listos para votar por el movimiento en las próximas elecciones parlamentarias.
El 30 de mayo de 2018, el exgobernador del condado de Põlva, Igor Taro, fue nombrado coordinador del movimiento en las zonas rurales.
El 7 de junio, los iniciadores confirmaron que el líder de Estonia 200 será Henrik Raave.
El 8 de junio, los autores del manifiesto registraron a Estonia 200 como una organización sin fines de lucro. Los fundadores de la OSFL son Kristina Kallas, Priit Alamäe, Kristiina Tõnisson, Indrek Nuume, Igor Taro y Henrik Raave. Kristina Kallas fue elegida como jefa del consejo de la OSFL.
El 7 de agosto se hizo público que Margus Tsahkna, el exlíder de Isamaa, se uniría a Estonia 200.
El 21 de agosto de 2018, el movimiento decidió formar un partido más tarde en el otoño y participar en las próximas elecciones parlamentarias en marzo de 2019.
El 3 de noviembre de 2018, el movimiento se convirtió en un partido y Kristina Kallas fue elegida como su primera presidenta.

## Resultados electorales

### Elecciones parlamentarias
|  | 4,4 % |

|  | 13,3 % |

### Elecciones al Parlamento Europeo
| Elección | Votos  | Votos          | Votos | Escaños | Escaños | Posición |
| Elección | #      | %              | ± pp  | #       | ±       | Posición |
| -------- | ------ | -------------- | ----- | ------- | ------- | -------- |
| 2019     | 10.706 | \| \| 3,2 % \| | -     | 0/7     | 0       | 7.º      |
|          | 3,2 %  |                |       |         |         |          |